# Milanogletsjer
De Milanogletsjer is een gletsjer in de gemeente Sermersooq in het oosten van Groenland. Het is een van de gletsjers op de noordoostkust van het Geikieplateau die uitkomen op Kangertittivaq (Scoresby Sund). Richting het oosten ligt de Romagletsjer en richting het westen ligt de Torvgletsjer.
De Milanogletsjer heeft een lengte van meer dan tien kilometer en een breedte van meer dan een kilometer.